# Edith Hannamová
Edith Margaret Hannamová (rodným jménem Boucherová; 28. listopadu 1878 Bristol – 16. ledna 1951 Londýn) byla anglická tenistka. Jejími nejlepšími grandslamovými výsledky bylo finále Wimbledonu v roce 1911 a wimbledonské finále čtyřhry žen v roce 1914, po boku Ethel Thomson Larcombeové. Mimořádného úspěchu dosáhla i na olympijských hrách ve Stockholmu roku 1912, kde nastoupila do halové části tenisového turnaje (již neexistující) a vyhrála pro Británii jak dvouhru, tak smíšenou čtyřhru, ve dvojici s Charlesem Dixonem.